# Gmina Punat
Gmina Punat (chorw. Općina Punat) – gmina w Chorwacji, w żupanii primorsko-gorskiej. W 2011 roku liczyła  1973 mieszkańców.